# Longueira / Almograve
Longueira / Almograve es una freguesia portuguesa del concelho de Odemira, con 91,724 km² de superficie y 996 habitantes (2001).